# Znojmói járás

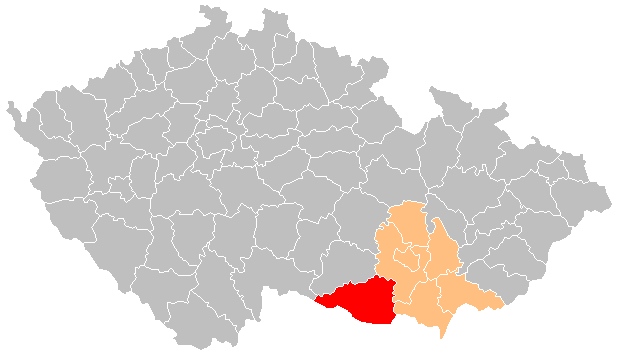
A Znojmói járás

A Znojmói járás  (csehül: Okres Znojmo) közigazgatási egység Csehország Dél-morvaországi kerületében. Székhelye Znojmo. Lakosainak száma 114 370 fő (2009). Területe 1590,5 km².

## Városai, mezővárosai és községei
A városok félkövér, a mezővárosok dőlt, a községek álló betűkkel szerepelnek a felsorolásban.
Bantice •
Běhařovice •
Bezkov •
Bítov •
Blanné •
Blížkovice •
Bohutice •
Bojanovice •
Borotice •
Boskovštejn •
Božice •
Břežany •
Čejkovice •
Čermákovice •
Černín •
Chvalatice •
Chvalovice •
Citonice •
Ctidružice •
Damnice •
Dobelice •
Dobřínsko •
Dobšice •
Dolenice •
Dolní Dubňany •
Dyjákovice •
Dyjákovičky •
Dyje •
Džbánice •
Grešlové Mýto •
Havraníky •
Hevlín •
Hluboké Mašůvky •
Hnanice •
Hodonice •
Horní Břečkov •
Horní Dubňany •
Horní Dunajovice •
Horní Kounice •
Hostěradice •
Hostim •
Hrabětice •
Hrádek •
Hrušovany nad Jevišovkou •
Jamolice •
Jaroslavice •
Jevišovice •
Jezeřany-Maršovice •
Jiřice u Miroslavi •
Jiřice u Moravských Budějovic •
Kadov •
Korolupy •
Kravsko •
Křepice •
Krhovice •
Křídlůvky •
Kubšice •
Kuchařovice •
Kyjovice •
Lančov •
Lechovice •
Lesná •
Lesonice •
Litobratřice •
Lubnice •
Lukov •
Mackovice •
Mašovice •
Medlice •
Mikulovice •
Milíčovice •
Miroslav •
Miroslavské Knínice •
Morašice •
Moravský Krumlov •
Našiměřice •
Němčičky •
Nový Šaldorf-Sedlešovice •
Olbramkostel •
Olbramovice •
Oleksovice •
Onšov •
Oslnovice •
Pavlice •
Petrovice •
Plaveč •
Plenkovice •
Podhradí nad Dyjí •
Podmolí •
Podmyče •
Práče •
Pravice •
Přeskače •
Prokopov •
Prosiměřice •
Rešice •
Rozkoš •
Rudlice •
Rybníky •
Šafov •
Šanov •
Šatov •
Skalice •
Slatina •
Slup •
Stálky •
Starý Petřín •
Štítary •
Stošíkovice na Louce •
Strachotice •
Střelice •
Suchohrdly •
Suchohrdly u Miroslavi •
Šumná •
Tasovice •
Tavíkovice •
Těšetice •
Trnové Pole •
Trstěnice •
Tulešice •
Tvořihráz •
Uherčice •
Újezd •
Únanov •
Valtrovice •
Vedrovice •
Velký Karlov •
Vémyslice •
Vevčice •
Višňové •
Vítonice •
Vracovice •
Vranov nad Dyjí •
Vranovská Ves •
Vratěnín •
Vrbovec •
Výrovice •
Vysočany •
Zálesí •
Zblovice •
Želetice •
Žerotice •
Žerůtky •
Znojmo

## Fordítás
- Ez a szócikk részben vagy egészben  a   Znojmo District című angol Wikipédia-szócikk ezen változatának fordításán alapul.  Az eredeti cikk szerkesztőit annak laptörténete sorolja fel. Ez a jelzés csupán a megfogalmazás eredetét és a szerzői jogokat jelzi, nem szolgál a cikkben szereplő információk forrásmegjelöléseként.
- Ez a szócikk részben vagy egészben  az   Okres Znojmo című cseh Wikipédia-szócikk ezen változatának fordításán alapul.  Az eredeti cikk szerkesztőit annak laptörténete sorolja fel. Ez a jelzés csupán a megfogalmazás eredetét és a szerzői jogokat jelzi, nem szolgál a cikkben szereplő információk forrásmegjelöléseként.